# Chapchal
Chapchal é uma cidade do Afeganistão, localizada na província de Balkh.